# Osiołek i wilk
Osiołek i wilk (ros. Ослик Лурджа) – radziecki krótkometrażowy film animowany z 1970 roku w reżyserii Szalwy Gedewaniszwili. O tym, jak osiołek oszukał złego wilka.

## Fabuła
Bajka o osiołku i wilku, w której ten pierwszy wykazuje wiele życiowego sprytu, pokonując groźnego przeciwnika.